# Méthode Stamina
La méthode Stamina est un « traitement médical » alternatif controversé inventé par Davide Vannoni, un ancien professeur de psychologie italien de l'université d'Udine. Né en 1967 à Turin, celui-ci fonde en 2009 une organisation annoncée comme sans but lucratif et dont il est le président, la Stamina Foundation. Davide Vannoni possède d'autre part une société d'études de marché. 
La méthode Stamina, soutenue par une partie de la population italienne, a donné lieu à la constitution par le gouvernement italien d'un comité chargé d'évaluer sa valeur scientifique. La restriction d'accès à cette méthode de soin, décrétée en mars 2013 par le gouvernement, a été contestée et a donné lieu à un recours auprès de la Cour européenne des droits de l'homme, qui a confirmé en 2014 que la restriction d'accès ainsi décrétée ne constitue pas une violation des droits de l'Homme. 

## Présentation de la méthode Stamina
La méthode Stamina, qui vise principalement les maladies neurodégénératives, s'appuierait sur la transformation de cellules souches mésenchymateuses en neurones ; elle a été tenue secrète jusqu'en décembre 2013 par Davide Vannoni, et manque d'une quelconque validation scientifique qui ait démontré son efficacité. Il ne semble pas d'autre part que Vannoni ait jamais publié un quelconque article sur la méthode Stamina dans des journaux scientifiques de façon à se soumettre comme il est d'usage à une évaluation par ses pairs. 

## Controverse et implication du gouvernement italien
En mai 2013, le gouvernement italien décide de commencer à tester la méthode Stamina, après une intense pression des médias et des manifestations de rue « pro-Stamina » de plus en plus insistantes, au milieu de fortes mises en garde des communautés scientifiques italienne et internationale,. 
Le rapport publié en octobre 2013 par le comité chargé par le gouvernement d'évaluer la méthode Stamina amène Beatrice Lorenzin, ministre de la Santé, à stopper les plans d'essais cliniques, ce qui donne lieu à des manifestations en faveur de la méthode. Davide Vannoni fait immédiatement appel en mettant en cause l'indépendance du comité chargé d'évaluer la méthode, au motif que certains de ses membres auraient déjà émis des opinions négatives à l'encontre de la méthode Stamina. Un nouveau comité est alors constitué le 28 décembre 2013, permettant d'envisager de procéder à des essais cliniques.
Cependant, le 20 décembre 2013, une fuite de documents, qualifiés d'« accablants » par la revue Nature, met en cause la sécurité et l'efficacité de la méthode Stamina. Ces documents révèlent enfin les caractéristiques véritables du traitement, jusque-là tenues secrètes par Davide Vannoni, et font apparaître des failles sérieuses et des omissions dans le protocole clinique de la méthode, notamment par le non-respect de certaines obligations médicales, et par l'ignorance qu'il démontre de la biologie des cellules souches.
La revue Nature a indépendamment révélé qu'une micrographie essentielle dans la demande de brevet, décrivant deux cellules nerveuses apparemment différenciées des cellules stromales de la moelle osseuse, avait été copiée d'un document de recherche publié en 2003 par une équipe russe et ukrainienne.
En septembre 2013, le Comité scientifique créé par la ministre de la Santé Beatrice Lorenzin avait émis un avis défavorable selon lequel la méthode ne pouvait probablement pas être reproduite. Le rapport a également mis en évidence un risque élevé de transmission de maladies telles que le sida et l'ESB (maladie de la vache folle). Les raisons de ce rejet ont été soumises à l'étude du ministère de la Santé, qui le 10 octobre a définitivement rejeté le traitement Stamina, le qualifiant de "dangereux pour la santé des patients".
Le rapport du ministère a également indiqué que les doses de cellules souches mésenchymateuses, dans le protocole de Vannoni, étaient minimes, "convenant aux souris mais pas aux humains" ; la dose utilisée pour la transplantation de cellules souches chez l'homme est d'environ deux millions par kilogramme de poids corporel, alors que le protocole Stamina prévoyait la transplantation de deux millions de cellules au total sans tenir compte du poids corporel. Il a également été découvert que le protocole remis aux hôpitaux civils de Brescia et celui remis au ministère étaient différents,.
Après que Vannoni a fait appel devant le tribunal contre la commission chargée de l'expérimentation humaine, l'accusant d'un manque d'impartialité, un nouveau comité scientifique dirigé par Mauro Ferrari a été nommé en décembre 2013,. Dix mois plus tard, le comité d'experts nommé par la ministre de la Santé a unanimement rejeté la méthode Stamina, déclarant qu'il n'était pas nécessaire de lancer une autre expérimentation scientifique de la thérapie,,.
En janvier 2014, le personnel médical des hôpitaux civils de Brescia a officiellement déclaré que le traitement Stamina n'était plus pratiqué à l'hôpital, à l'exception des cas où ce traitement avait été ordonné par les tribunaux.
Au début de juin 2014, la mort d'une petite fille de deux ans et demi, qui souffrait de la maladie de Niemann-Pick, a donné au débat une acuité particulière : elle était en effet la première à mourir des 34 patients soignés par la méthode Stamina. De plus, la justice venait de s'impliquer à nouveau dans cette affaire pourtant essentiellement médicale, puisque le tribunal de Raguse avait ordonné quelques jours avant qu'une injection de cellules souches soit faite à la petite fille sous un délai de cinq jours.
En 2015, Vannoni a été déclaré coupable d'accusations criminelles liées à l'administration d'un traitement non prouvé, condamné à 22 mois de prison (la peine ayant été par la suite suspendue) et interdit d'exercer une profession médicale en Italie.

## Décision de la Cour européenne des droits de l'homme
La Cour européenne des droits de l'homme avait été précédemment saisie de l'affaire, sur la légalité de restreindre l'accès à la méthode Stamina ; une telle restriction était considérée en effet par les plaignants comme violant le droit des personnes à être soignées. 
Quelques jours avant la mort de la petite fille atteinte de la maladie de Niemann-Pick, la Cour de Strasbourg rend sa décision, en confirmant que la restriction d'accès à la méthode Stamina ne constituait pas une atteinte aux droits de l'Homme, car, déclare la Cour, « la valeur thérapeutique de la méthode Stamina n'a pas été prouvée scientifiquement ». De plus, le décret de mars 2013 qui régule cet accès le limite aux personnes ayant déjà entamé le traitement avant la nouvelle législation ; en mettant en place cette limitation, le gouvernement italien ne fait que viser à « protéger la santé des citoyens ».